# Franco Brocani
Franco Brocani (Murazzano, 10 settembre 1938 – 14 settembre 2023) è stato un regista e sceneggiatore italiano.

## Biografia
Dopo aver frequentato il Centro sperimentale di cinematografia e conseguito il diploma di regista, Brocani dirige alcuni cortometraggi e in seguito lungometraggi di scarso successo commerciale, ma di notevole impatto visivo e sperimentale. Ha collaborato con Pier Paolo Pasolini e con Bernardo Bertolucci, oltre che come attore in diversi film, come quelli di Mario Schifano e Volker Koch.

## Filmografia

### Regista, soggettista e sceneggiatore

#### Lungometraggi
- Necropolis (1970)
- La via del silenzio (1981)
- Clodia - Fragmenta (1982)
- Voci da un pianeta in estinzione (1981)
- Via i piedi dalla terra (la ghirlanda poetica) (1992)
- A ridosso dei ruderi, i Trionfi (1997)
- Medicina - I misteri (2002)
- Le opere e i giorni (2006)
- Schifanosaurus rex (2009)

#### Cortometraggi
- A settentrione (1967)
- È ormai sicuro il mio ritorno a Knossos (1967)
- A proposito di S.W. Hayter (grafica e cinema) (1968)
- Lo specchio a forma di gabbia (1970)
- Notte, orgogliosa sorella (1971)
- La maschera del Minotauro (1971)
- Segnale da un pianeta in via d'estinzione (1972)
- Umano, decifrabile perduto  (1972)
- Omaggio a William Blake (1972)
- L'ippogrifo (1974)
- Sulla poesia (1984)

### Aiuto regista
- La sequenza del fiore di carta, episodio di Amore e rabbia, regia di Pier Paolo Pasolini (1969)
- La legge dei gangsters, regia di Siro Marcellini (1969)

### Attore
- Umano, non umano, regia di Mario Schifano (1969)
- Trapianto, consunzione e morte di Franco Brocani, regia di Mario Schifano (1969)
- S.P.Q.R., regia di Volker Koch (1972)
- Marco Ferreri, il regista che venne dal futuro, regia di Mario Canale - documentario (2007)
- Franco Brocani – Cuore meccanico in corpo anonimo, regia di Giacomo R. Bartocci - documentario (2009)

### Sceneggiatore
- Il sesso della strega, regia di Angelo Pannacciò (1973)
- Un urlo dalle tenebre, regia di Angelo Pannacciò (1975)